# 파르테논 (내슈빌)

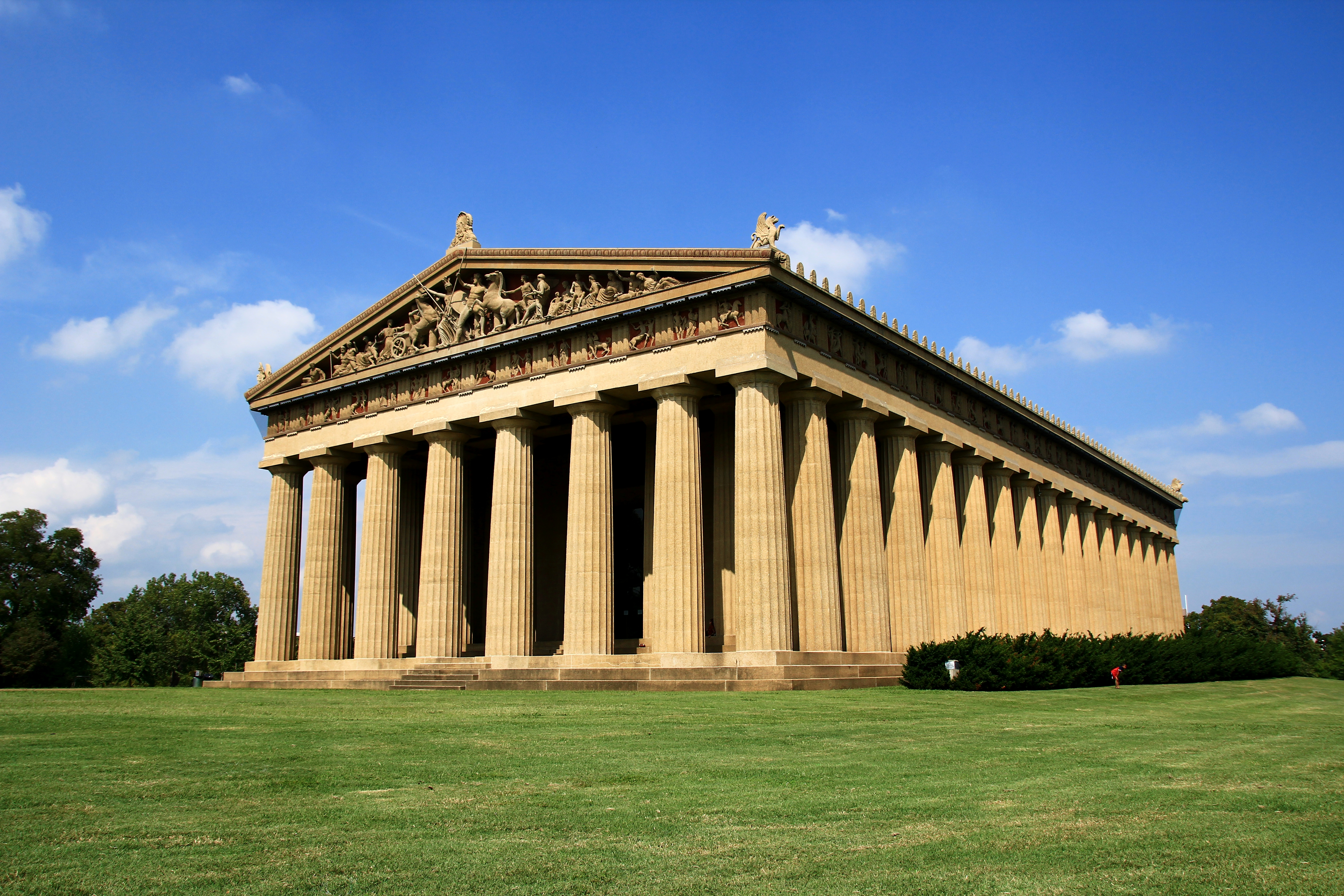
내슈빌 파르테논

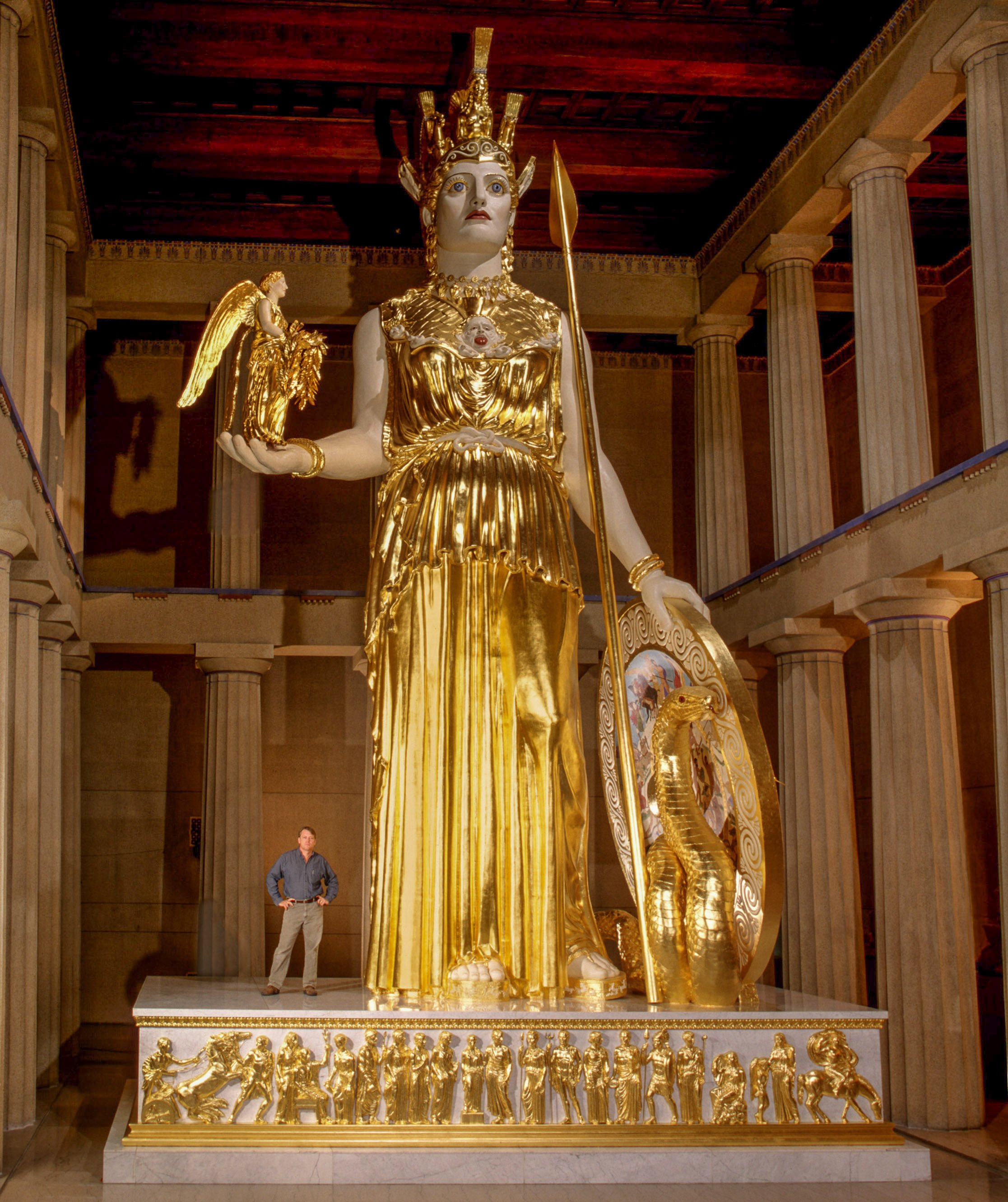
내슈빌 파르테논에 복원된 아테나 파르테노스 조각상

내슈빌 파르테논(영어: Parthenon)은 미국 테네시주 내슈빌에 위치한 건축물로 아테네에 위치한 파르테논 신전을 모방하여 지어졌다. 내슈빌 센테니얼 공원(Centennial Park)의 중심에 위치하고 있으며 현재는 미술관으로 사용되고 있다. 1897년 내슈빌에서 열린 테네시주 100주년 기념 세계 박람회를 기념하기 위한 차원에서 설립되었다.
1897년에 열린 테네시주 100주년 기념 세계 박람회를 개최한 내슈빌은 "미국 남부의 아테네"라는 별칭을 갖고 있다. 세계 박람회의 책임자였던 유진 캐스트너 루이스(Eugene Castner Lewis) 내슈빌 시장은 테네시주 100주년을 기념하는 대표 건축물로 파르테논 신전의 복원을 제안했다. 박람회에 사용된 건축물들은 고전 건축 양식에 맞춰 건설되었지만 파르테논은 건축물의 옛 모습을 완전히 재현한 유일한 건축물이었다.
내슈빌 파르테논은 원래 석고, 나무, 벽돌로 건설되었기 때문에 보존에 적합한 건축물이 아니었다. 그렇지만 막대한 철거 비용 문제가 제기되었고 내슈빌의 많은 주민들, 내슈빌을 방문한 관광객들 사이에서 인기를 끌었기 때문에 박람회가 폐막한 이후에도 계속 남았다. 1920년부터 콘크리트로 재건되었으며 1925년에는 외장 공사, 1931년에는 내장 공사가 완성되었다.
1990년 앨런 르콰이어(Alan LeQuire)에 의해서 재건된 아테나 파르테노스(Athena Parthenos) 조각상은 고대 그리스의 조각상과 마찬가지로 파르테논의 중심이다. 이 건축물은 아테네의 파르테논 신전과 동일한 크기이다. 아테나 파르테노스 조각상은 오랫동안 존재하지 않았지만 학자의 면밀한 연구를 통해 재현되었다. 갑옷과 투구를 쓴 아테나의 왼손에는 방패를 들고 있으며 오른손에는 1.8m 높이의 작은 니케 조각상이 있는데 높이 13m, 무게 3.6kg의 금박이 씌어져 있다. 조각상의 몸과 방패 사이에는 거대한 뱀이 있다.
건축물이 완성된 이후에는 고전 건축의 정점인 아테네의 파르테논 신전에 있던 조각상의 원래 색을 추측했고 가능한 한 가까운 색으로 장식했다. 파르테논 신전의 메인 홀의 서쪽 방에 있는 엘긴 대리석 조각군의 석고상은 기원전 438년 아테네의 파르테논 신전에 있던 페디먼트에 장식된 조각상이다. 원래의 조각상에 있던 다른 부분은 런던의 대영 박물관, 아테네의 아크로폴리스 박물관에 소장되어 있다.
1972년 2월 23일에는 미국 국립사적지로 지정되었다. 2002년에는 대규모 청소, 복원을 필요로 하는 전면적인 보수 공사가 진행되었다. 형형색색의 조명을 통해 기둥에 조명이 들어올 수 있게 되었고 이 곳에서 열린 행사를 통해 다양한 양상을 띠게 되었다.